# Centro Social Obrero
Centro Social Obrero, fue una sociedad mutualista y  organización política chilena, creada en 1896 con el objeto de defender los derechos de los trabajadores.

## Historia
Fue creada en febrero de 1896 como una mutualidad de trabajadores independientes, fue adquiriendo un carácter político tras la decepción provocada por el ingreso del Partido Demócrata en la Alianza Liberal. De ese partido se sumó al Centro una facción disidente, encabezado por los tipógrafos Hipólito y Gregorio Olivares, quienes habían sido expulsados por sus ideas cercanas al laborismo que plasmaron en el periódico La Igualdad.
Adquirió un cariz socialista y ácrata, y decidieron llamar a la abstención en la elección presidencial de 1896, distanciándose aún más de los demócratas. El 13 de diciembre de ese año convocaron a una manifestación en conjunto con la Confederación Obrera de Santiago a la cual asistieron unas 4000 personas.
El Centro divulgó sus ideas mediante su periódico El Grito del Pueblo —fundado en noviembre de 1896— y conferencias públicas. A principios de 1897 se acercaron a la Agrupación Fraternal Obrera, organización con la cual terminarían fusionándose en octubre de ese año, conformando la Unión Socialista.